# Stanley Roberts
Stanley Corvet Roberts (ur. 2 lutego 1970 w Hopkins) – amerykański koszykarz, występujący na pozycji środkowego.
W 1988 wystąpił w meczu gwiazd amerykańskich szkół średnich - McDonald’s All-American.

## Osiągnięcia
Drużynowe
- Finalista Pucharu Koracia (1991)[2]

Indywidualne
- Zaliczony do II składu debiutantów NBA (1992)[3]